# Microdisección por captura láser

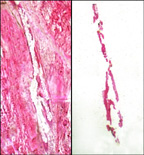
Transferencia por microdisección por captura con láser de células epiteliales puras del conducto mamario. El panel izquierdo muestra una sección de tejido con células seleccionadas. El panel derecho muestra células epiteliales aisladas en la película de transferencia.

La microdisección por captura láser (LCM por sus siglas en inglés), también llamada microdisección, microdisección láser (LMD) o microdisección asistida por láser (LMD o LAM), es un método para aislar células específicas de interés de regiones microscópicas de tejidos/células/organismos (disección a escala microscópica con la ayuda de un láser).

## Principio

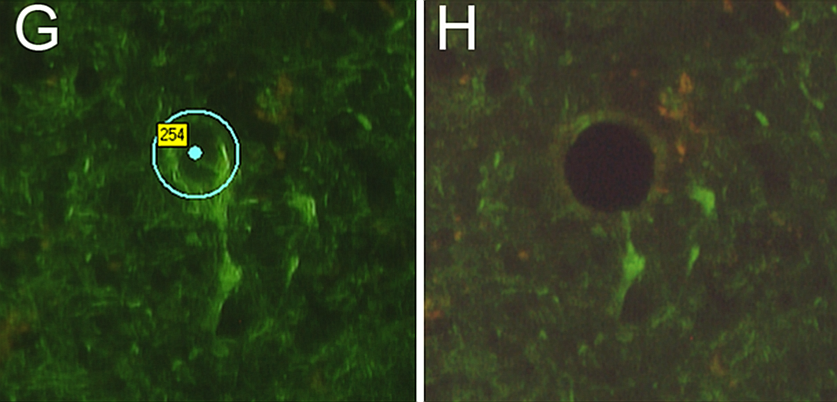
Neurona de la corteza Pre-frontal. A la izquierda identificada dentro de un círculo. A la derecha espacio vacío después de la captura (ya seccionada).

La microdisección por captura láser (LCM) es un método para obtener subpoblaciones de células tisulares bajo visualización microscópica directa. La tecnología LCM puede recoger directamente las células de interés o aislar células específicas cortando las células no deseadas para obtener poblaciones celulares enriquecidas histológicamente puras. Existe una gran variedad de aplicaciones posteriores: genotipado de ADN y análisis de pérdida de heterocigosidad (LOH), perfilado de transcritos de ARN, generación de bibliotecas de cDNA, descubrimiento de proteómica y perfiles de rutas de señaleización. El tiempo total necesario para llevar a cabo este protocolo suele ser de 1 a 1,5 h.

## Extracción

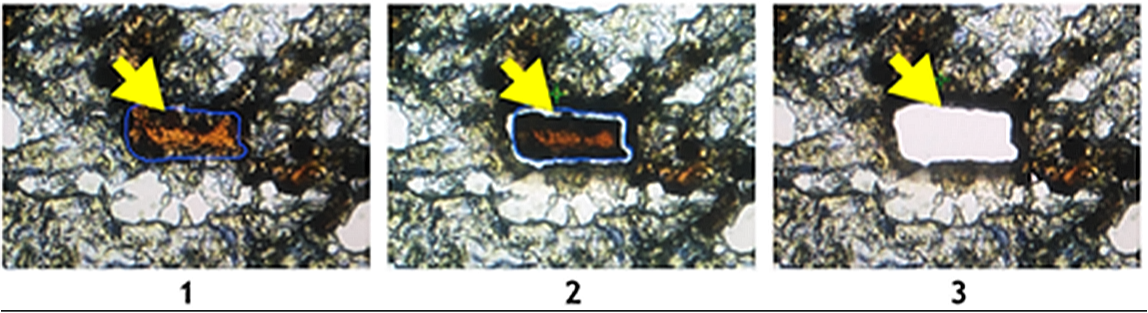
Etapas de microdisección láser.

Un láser se acopla a un microscopio y enfoca el tejido del portaobjetos. Mediante el movimiento del láser por la óptica o la platina, el foco sigue una trayectoria predefinida por el usuario. A continuación, esta trayectoria, también llamada elemento, se recorta y se separa del tejido adyacente. Tras el proceso de corte, tiene que seguir un proceso de extracción si se desea. Tecnologías más recientes utilizan la microdisección sin contacto.
Existen varias formas de extraer tejido de un portaobjetos con una muestra histopatológica. Se presiona una superficie pegajosa sobre la muestra y se arranca. Esto extrae la región deseada, pero también puede eliminar partículas o tejido no deseado de la superficie, ya que ésta no es selectiva. Se funde una membrana de plástico sobre la muestra y se arranca. El calor se introduce, por ejemplo, mediante un láser rojo o infrarrojo (IR) sobre una membrana teñida con un colorante absorbente. Al adherir la muestra deseada a la membrana, como ocurre con cualquier membrana que se coloca cerca de la superficie de la muestra histopatológica, es posible que se extraigan algunos restos. Otro peligro es el calor introducido: Algunas moléculas como el ADN, el ARN o las proteínas no permiten ser calentadas demasiado o en absoluto con el objetivo de ser aisladas de la forma más pura posible.
Para el transporte sin contacto. Existen tres enfoques diferentes. Transporte por gravedad utilizando un microscopio vertical (denominado GAM, microdisección asistida por gravedad) o transporte por catapulta de presión láser; la generación más reciente utiliza una tecnología basada en la transferencia hacia delante inducida por láser (LIFT). En la técnica de corte y captura, se coloca un capuchón recubierto de un adhesivo directamente sobre la sección de tejido finamente cortada (5-8 μm), que descansa sobre una fina membrana (polietileno naftaleno). Un láser IR calienta suavemente el adhesivo del capuchón fusionándolo con el tejido subyacente y un láser UV corta el tejido y la membrana subyacente. La entidad membrana-tejido se adhiere ahora al capuchón y las células del capuchón pueden utilizarse en aplicaciones posteriores (análisis de ADN, ARN, proteínas).

## Procedimiento

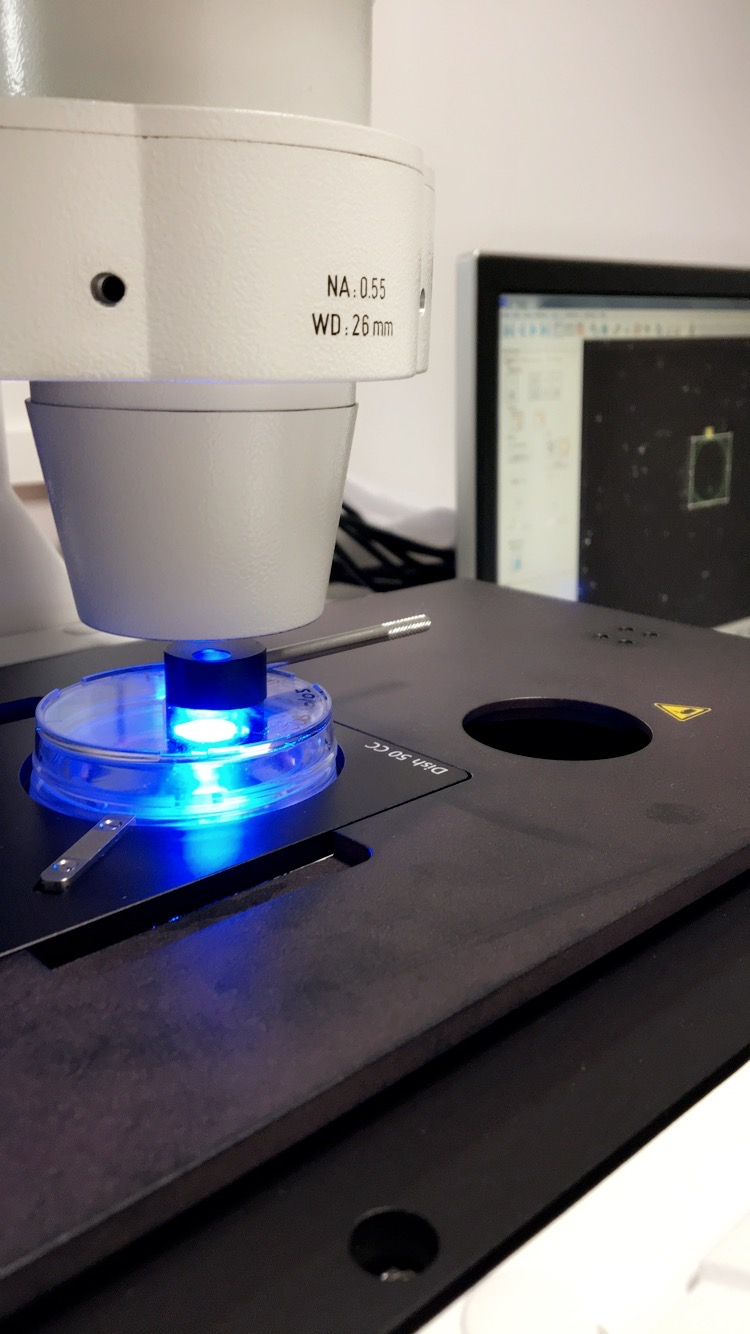
Microdisección por captura láser

Bajo un microscopio y utilizando una interfaz de software, se visualiza una sección de tejido (normalmente de 5-50 micrómetros de grosor) y se identifican células individuales o grupos de células, ya sea manualmente o de forma semiautomatizada o más automatizada, lo que permite la obtención de imágenes y, a continuación, la selección automática de objetivos para el aislamiento. Actualmente existen seis tecnologías principales de aislamiento/recolección que utilizan un microscopio y un dispositivo para el aislamiento celular. Cuatro de ellas suelen utilizar un láser pulsado ultravioleta (355 nm) para cortar directamente los tejidos o las membranas/películas, y a veces en combinación con un láser IR encargado de calentar/fundir un polímero pegajoso para la adhesión y el aislamiento celular. El láser IR proporciona un enfoque más suave de la microdisección. Una quinta tecnología basada en el láser ultravioleta utiliza portaobjetos especiales recubiertos con una capa de transferencia de energía que, al ser activada por el pulso láser, impulsa el tejido o las células hacia una tapa de recogida.
La anchura de corte del láser suele ser inferior a 1 μm, por lo que las células diana no se ven afectadas por el rayo láser. Incluso las células vivas no resultan dañadas por el corte láser y son viables tras el corte para su clonación y recultivo, según proceda.
Las distintas tecnologías difieren en el proceso de recogida, los posibles métodos de obtención de imágenes (microscopía de fluorescencia/microscopía de campo claro /microscopía de contraste de interferencia diferencial / microscopía de contraste de fase /etc.) y los tipos de soportes y preparación de tejidos necesarios antes de la obtención de imágenes y el aislamiento. La mayoría son sistemas dedicados principalmente a la microdisección, y algunos pueden utilizarse también como microscopios de investigación; sólo una tecnología (la nº 2 aquí, Leica) utiliza un microscopio vertical, lo que limita en cierta medida algunas de las capacidades de manipulación de muestras, especialmente para el trabajo con células vivas.
La primera tecnología (utilizada por Carl Zeiss PALM) corta alrededor de la muestra y luego la recoge mediante una tecnología de "catapultado". La muestra puede ser catapultada desde un portaobjetos o un plato de cultivo especial mediante un pulso láser U.V. desenfocado que genera una fuerza fotónica para impulsar el material fuera del portaobjetos/plato, una técnica a veces denominada catapultado por presión de microdisección láser (LMPC). El material diseccionado se envía hacia arriba (hasta varios milímetros) a una tapa de tubo de microcentrifugado u otro colector que contenga un tampón o un material pegajoso especializado en la tapa del tubo al que se adherirá el tejido. Este proceso de catapultado activo evita algunos de los problemas estáticos que surgen al utilizar portaobjetos recubiertos de membrana.
Otro proceso sigue el método de microdisección asistida por gravedad que activa la gravedad para recoger las muestras en la tapa del tubo bajo el portaobjetos utilizado (utilizado por el sistema ION LMD, Jungwoo F&B). En el caso de este sistema, mueve la platina motorizada para cortar las células de interés, manteniendo fijo el rayo láser. El sistema utiliza un láser de estado sólido ( UV-A ), que es la forma más segura de cortar los tejidos sin dañar el ARN o el ADN. 
Otro proceso LCM estrechamente relacionado (utilizado por Leica) corta la muestra desde arriba y la muestra cae por gravedad (microdisección asistida por gravedad) en un dispositivo de captura situado debajo de la muestra. La diferencia con el proceso superior es que aquí el rayo láser se mueve para cortar el tejido mediante un espejo dicroico móvil.
Cuando las células (en un portaobjetos o una placa de cultivo especial) elegidas se encuentran en el centro del campo de visión, el operador selecciona las células de interés mediante el software del instrumento. El área que se va a aislar cuando un láser de infrarrojo cercano active la película de transferencia en una tapa colocada sobre la muestra de tejido, fundiendo el adhesivo que luego fusiona la película con las células subyacentes de elección (ver sistemas Arcturus); y/o activando un láser UV para recortar la célula de interés. A continuación, las células se separan de la fina sección de tejido, dejando atrás todas las células no deseadas. Las células de interés se visualizan y documentan antes de la extracción.
La cuarta tecnología basada en UV (utilizada por Molecular Machines and Industries AG) ofrece una ligera diferencia con respecto a la tercera tecnología al crear esencialmente una especie de sándwich con portaobjetos>muestra>y membrana sobre la muestra mediante el uso de un marco portaobjetos cuya superficie de membrana es cortada por el láser y, en última instancia, recogida desde arriba por una tapa adhesiva especial.
Una quinta tecnología basada en UV utiliza portaobjetos de vidrio estándar recubiertos con un revestimiento de transferencia de energía inerte y un sistema de microdisección láser basado en UV (normalmente una máquina Leica LMD o PALM Zeiss). Las secciones de tejido se montan sobre el revestimiento de transferencia de energía. La energía de un láser UV se convierte en energía cinética al incidir sobre el revestimiento, vaporizándolo, y propulsando instantáneamente los elementos tisulares seleccionados hacia el tubo de recogida. Los portaobjetos recubiertos por transferencia de energía, comercializados bajo el nombre comercial de portaobjetos DIRECTOR por Expression Pathology Inc. (Rockville, MD), ofrecen varias ventajas para el trabajo proteómico. Además, no son autofluorescentes, por lo que pueden utilizarse para aplicaciones con tinciones fluorescentes, DIC o luz polarizada.
Además de en secciones de tejido, la LCM puede realizarse en células/organismos vivos, frotis celulares, preparaciones de cromosomas y tejido vegetal.

## Aplicaciones
El proceso de microdisección por captura láser no altera ni daña la morfología ni la química de la muestra recogida, ni las células circundantes. Por esta razón, LCM es un método útil para recolectar células seleccionadas para análisis de ADN, ARN y/o proteínas. La LCM también se ha utilizado para aislar estructuras acelulares, como placas amiloides. La LCM puede realizarse en una variedad de muestras de tejido, incluidos frotis de sangre, preparaciones citológicas, cultivos celulares y alícuotas de tejido sólido. También puede utilizarse tejido de archivo congelado o embebido en parafina.